# هرمدان
هرمدان هي قرية في مقاطعة أصفهان، إيران. يقدر عدد سكانها بـ 776 نسمة بحسب إحصاء 2016.